# Maramon
Maramon est une petite ville située au bord de la rivière Pampa dans l'état de Kerala en Inde.
Elle est en particulier connue pour son lien avec l'église malankare Mar Thoma et la convention Maramon (en) qui y est organisée.